# 増田康宏
増田 康宏（ますだ やすひろ、1997年11月4日 - ）は、将棋棋士。森下卓九段門下。棋士番号は297。東京都昭島市出身。

## 棋歴

### プロ入りまで
5歳の時に、母親に買ってもらったボードゲームセットに将棋が含まれていたことが、将棋を覚えたきっかけである。小学校に入る頃には両親では相手にならなくなり、羽生善治らを輩出した将棋道場「八王子将棋クラブ」に通った。道場にいった初日に初段に認定され、小学校2年のときは道場の四段になった。
2006年、小学校3年時に全国小学生倉敷王将戦低学年の部で準優勝。翌年、小学校4年時に全国小学生倉敷王将戦高学年の部で優勝を果たす。なお、プロになろうと思ったのは小学校３年生の頃。
2008年、小学校5年時の第33回小学生将棋名人戦では、東日本代表として決勝トーナメント進出も準決勝で黒田尭之に敗れる。この模様はNHK教育テレビで放送された。全国小学生倉敷王将戦高学年の部では連覇を目指すも途中敗退。同年9月に森下卓門下で奨励会に入会。奨励会同期には佐々木大地らがいる。
中学3年になる2012年3月には早くも奨励会三段に昇段。初参加の第51回三段リーグでも中盤で5連勝するなど実力を発揮し、他の参加者の成績次第では渡辺明以来史上5人目の「中学校在学中にプロ入りを決めた棋士」と松尾歩以来史上5人目の「三段リーグ1期抜け」を同時に達成する可能性もあったが、同星の石田直裕との直接対決に敗れ、好機を逸した。当時通っていた中学校で人間関係に悩まされていたことも精神的に影響したという。
第53回三段リーグでも石井健太郎に次ぐ2番手で最終日を迎え、自力昇段のチャンスは十分にあったものの、2連敗により昇段を逃す。逆転昇段したのは、当期初参加の三枚堂達也であり、奇しくも1年前に自身が逃した「1期抜け」を達成させる立役者となった。後にこの頃を振り返って、周りに同世代がほとんどいなかったことで精神的に追い込まれ、壁にぶつかっていたことを明らかにしている。
第55回三段リーグでは5番手で最終日を迎えたが、成績上位の参加者が立て続けに連敗し、増田が連勝したため逆転昇段を遂げた。それまで「師匠が一番嫌う勉強法」だったため避けていた早指しを研究に取り入れ、将棋倶楽部24や将棋ウォーズ等のネット対局で早指しの経験を積んだことで「秒読みになっても落ち着いて指せるようになった」ことが大きかったという。

### プロ入り後
2014年10月1日付で四段昇段。
その後は各棋戦で活躍を見せ、第28期竜王戦6組ランキング戦では決勝まで進み、5組へ昇級（決勝は千田翔太五段に敗れた）。第5期青流戦も本戦決勝に進出、稲葉聡アマとの決勝三番勝負で1勝2敗となり準優勝。第64期王座戦二次予選決勝でも永瀬拓矢六段に勝ち、本戦出場を決めた。
2016年度は、前年度の成績優秀につき第66回（2016年度）NHK杯将棋トーナメントでシード（予選免除）となり、本戦トーナメントに初出場（前期の第65回NHK杯は予選1回戦で、宮田敦史六段に負け）。当年度出場の棋士のなかで最年少であり、1回戦では最年長の伊藤博文六段に勝利した。2回戦は、森下卓九段が解説者を務めるなか、師匠が得意とする矢倉で健闘したが佐藤康光九段に敗れた。
2016年10月、第47期新人王戦では決勝三番勝負に進出。同じく決勝進出した石田直裕四段を2勝0敗で破り、プロ入り後の棋戦初優勝。
2017年5月23日、第30期竜王戦5組ランキング戦で優勝。自身初となる竜王戦決勝トーナメントでは、6組優勝でプロデビュー以来公式戦28連勝（無敗）で歴代最多連勝記録に並んでいた藤井聡太四段と対戦し、｢勝つためには一手のミスも許されない、完璧な将棋を指さなければいけないと思っています。｣と意気込んだものの、91手で敗れ新記録達成を許した。のちに「悪かったのが（終盤で）角を打たれたときに、金を寄った手です。あれが本当に良くなかったですね」と振り返っている。
2017年10月、第48期の新人王戦でも、決勝進出した佐々木大地四段を2勝0敗で破り、当該棋戦で二連覇。
2018年1月12日、この日収録された第26期銀河戦本戦トーナメントFブロック6回戦（放映日は3月2日）で青嶋未来に勝ち、公式戦100勝として五段昇段の勝数規定を満たしたため、五段に昇段した（収録対局のため、昇段の発表では事由公表はされていない）。
2017年度の第76期順位戦C級2組最終局で神谷広志に千日手による指し直しの末、勝利し8勝2敗の成績となる。これにより増田を含めた6人が同星で並んだため、当期の順位で既に全勝でC級1組に昇級が決まっている藤井聡太と8勝2敗の同星で上位についた都成竜馬に次いで初のC級1組への昇級となった。
2018年5月22日、第31期竜王戦4組ランキング戦準決勝で谷川浩司を破って3組昇級を決め、竜王ランキング戦連続昇級の条件を満たし六段に昇段した。決勝でも三枚堂達也を破って決勝トーナメント出場を決めた。その決勝トーナメント初戦の2回戦は約1年ぶりの藤井聡太との対局となった。増田はこの対局に勝利して前年の雪辱を果たした。続く3回戦で1組5位の佐藤康光を破ったものの、準々決勝で1組4位の久保利明に敗れた。
2019年は第50期新人王戦で3回目の優勝を目指したが、決勝三番勝負で高野智史に1勝2敗で敗れて逃した。なお第3局ではかつて自身が否定した矢倉（｢棋風」の項を参照）を、相手の高野が採用して勝利している。
2020年度の第79期順位戦C級1組では初戦から8連勝を記録するなど好調で、10回戦で船江恒平を相手に初の黒星を喫したものの他棋士の対局結果により最終局を残した段階で3位以上が確定。B級2組への昇級を決めた。
2023年2月8日、第81期順位戦のB級2組9回戦で北浜健介に勝利し、最終局を待たずしてB級1組昇級を決め、七段に昇段した。
2024年3月7日、第82期順位戦のB級1組最終13回戦で屋敷伸之に勝利し、A級昇級を決めて八段に昇段した。
2024年度の棋王戦で挑戦者決定二番勝負で斎藤明日斗五段に勝利。藤井棋王への挑戦権を獲得。NHK杯戦ではベスト4進出。特に準決勝では藤井竜王名人を相手に勝勢も大逆転で敗退。奇しくも棋王戦五番勝負第3局と同じ放送日で棋王戦第3局も千日手も敗退。

## 棋風
かつては矢倉戦法を得意としていたが、2017年の将棋情報局のインタビューで、左の桂馬の活用が難しいことを理由に銀冠穴熊や雁木を多用するとともに、「矢倉は終わった」と発言したことがある。ただしその後も矢倉の研究や実戦での採用は続けており、｢終わったは言い過ぎでした」とも発言している。

### 勉強法
- 「詰将棋は将棋の上達には関係ない」という詰将棋否定派だった。子供の頃は詰将棋を解いていたが、三段時代にそれをやめて以降は解いていなかった[3]。「昔はたくさん解いてましたけど、今から考えてみるとあんまり意味なかった気がしますね。（手数が）一桁台の詰将棋は解けた方がいいとは思うんですけど、それ以上の手数とか難しい詰将棋は実戦では役に立たないと思います」と語っていた[10]。しかし、2022年のインタビューでは好調な理由を聞かれ「最近、詰将棋を解くようにしたんですけど、それが効果あったかもしれません」と答えた[18]。
- コンピュータ将棋を相手に対局することはまれだというが、自らの読み筋との比較を主に[19]、2017年当時は『激指13』を使用していた[3]。研究会には参加していなかったが、｢第3回AbemaTVトーナメント」で永瀬拓矢とチームメイトになったことをきっかけに、永瀬と研究するようになった[20]。

- 感想戦について否定派で、｢そもそも（対局者同士で）本音なんて言わないことが多いんですよ。ウソや当たり障りのないことばかり言ってもしょうがないですし、それだったら終わったらすぐに家に帰って研究した方がより効率的じゃないかと…。昔からずっと思っていました」と語っている[10]。

## 人物
- 憧れの棋士として升田幸三の名を挙げている[3]。
- 好きな歌手はYUI[3]。また好きな映画として『マネーボール』『コンカッション』を挙げている[7]。趣味はピアノ[10]。
- メガネをかけていた当時、同じく将棋棋士の高見泰地と顔がそっくりで「双子」「同一人物」などとよくイジられていたが、「嫌ではないです。高見さんは非常に良い方なので」と語っていた[10]。2017年の大晦日にはニコニコ生放送で2人の対局が企画され、高見が勝利した[21]。身長が高い方が増田である（増田178cm[22]、高見173cm[23]）。ただし、2019年5月に自身のツイッターにてメガネからコンタクトレンズに変更したことを明かし[24]、「高見さんと間違われることは無くなるかと思います笑」ともコメントしている。なお、高見も2020年よりメガネなしでテレビ番組やネット配信番組に出演している。

- 将棋研究などはスタンディングスタイルで行う。座ると腰に負担がかかり、眠くなるという理由から実家住まい時代から習慣化したもの[25]。
- 詰将棋否定派ではあるが詰将棋作家として活動することはあり、2019年4 - 9月にかけては朝日新聞『be』において詰将棋コーナーの出題を担当していた[26]。
- アメリカプロバスケットボールNBAフリークである。

- 一般の女性との結婚を、日本将棋連盟からの2025年7月11日のリリースで公表した[27]。

## エピソード
- 17歳の時、2015年3月11日に第41期棋王戦予選3回戦で75歳の加藤一二三に敗れたが、この際の両対局者の年齢差58歳は、年長者側から見た最多年齢差勝利記録である。

- 藤井聡太の「西の天才」に対して、「東の天才」と言われることがある[28]。もっとも当の増田は2018年5月のLivedoorニュースの特集インタビューで「藤井君は格上の存在だと思っている」という見解を示している[10]。このインタビューで増田は、AbemaTV将棋チャンネルの企画炎の七番勝負で負かされるまでは自分のほうが強いと思っており、収録が始まるまでは藤井の全敗かよくて1勝だろうと考えていたが、一番手の自分がいざ負かされると「これはかなり勝つのでは」と印象を改めている（実際に結果は6勝1敗であった）[10]。
- 「矢倉は終わった」発言の関連では、佐藤秀司が2021年1月に発売した「矢倉は終わらない」（マイナビ出版）の書籍にて「矢倉は終わってませんでした 私もこの本で勉強します」とコメントを寄せており、動画付き豪華版の動画では棋譜解説とspecialトークで佐藤と共演している[29]。

## 昇段履歴
- 2008年09月21日 : 6級（関東奨励会入会）[30]
- 2011年01月08日 : 初段 [31]
- 2011年08月06日 : 二段 [32]
- 2012年02月19日 : 三段（第51回奨励会三段リーグ〈2012年度前期〉より三段リーグ参加）[33]
- 2014年10月01日 : 四段（第55回奨励会三段リーグ成績1位） = プロ入り[1]
- 2018年01月12日 : 五段（勝数規定／公式戦100勝、通算100勝43敗）[34][注釈 4]
- 2018年05月22日 : 六段（竜王ランキング戦連続昇級、通算115勝47敗）[14][注釈 5]
- 2023年02月08日 : 七段（順位戦B級1組昇級、通算263勝121敗）[41][注釈 6]
- 2024年03月07日 : 八段（順位戦A級昇級、通算286勝140敗）[43][44]

## 主な成績

### タイトル戦履歴
タイトル戦登場
- 棋王戦 1回（第50期=2024年度）

登場回数 1回（タイトル獲得なし）

### 棋戦優勝
- 新人王戦 2回（第47-48期 = 2016-17年度）

#### 非公式戦優勝
- ABEMAトーナメント 2回（2020年・第3回、2023年・第6回）

### 将棋大賞
- 第50回（2022年度） 名局賞特別賞
（第16回朝日杯将棋オープン戦 本戦2回戦 対藤井聡太竜王 戦）
- 第52回（2024年度） 名局賞特別賞
（第74回NHK杯テレビ将棋トーナメント 準決勝 対藤井聡太竜王名人 戦）

### 在籍クラス
| 開始 年度 | (出典)順位戦出典 | (出典)順位戦出典 | (出典)順位戦出典 | (出典)順位戦出典 | (出典)順位戦出典 | (出典)順位戦出典 | (出典)順位戦出典 | (出典)順位戦出典 | (出典)竜王戦出典 | (出典)竜王戦出典 | (出典)竜王戦出典 | (出典)竜王戦出典 | (出典)竜王戦出典 | (出典)竜王戦出典 | (出典)竜王戦出典 | (出典)竜王戦出典 | (出典)竜王戦出典 | (出典)竜王戦出典 |
| 開始 年度 | 期               | 名人             | A級              | B級              | B級              | C級              | C級              | 0                | 期               | 竜王             | 1組              | 2組              | 3組              | 4組              | 5組              | 6組              | 決勝 T           |                  |
| 開始 年度 | 期               | 名人             | A級              | 1組              | 2組              | 1組              | 2組              | 0                | 期               | 竜王             | 1組              | 2組              | 3組              | 4組              | 5組              | 6組              | 決勝 T           |                  |
| --- | ---------------- | ---------------- | ---------------- | ---------------- | ---------------- | ---------------- | ---------------- | ---------------- | ---------------- | ---------------- | ---------------- | ---------------- | ---------------- | ---------------- | ---------------- | ---------------- | ---------------- | ---------------- |
| 2014 | 73               | 四段昇段前       | 四段昇段前       | 四段昇段前       | 四段昇段前       | 四段昇段前       | 四段昇段前       | 四段昇段前       | 28               |                  |                  |                  |                  |                  |                  | 6組              | --               | 5-1              |
| 2015 | 74               |                  |                  |                  |                  |                  | C244             | 8-2              | 29               |                  |                  |                  |                  |                  | 5組              |                  | --               | 3-2              |
| 2016 | 75               |                  |                  |                  |                  |                  | C205             | 7-3              | 30               |                  |                  |                  |                  |                  | 5組              |                  | 0-1              | 5-0              |
| 2017 | 76               |                  |                  |                  |                  |                  | C205             | 8-2              | 31               |                  |                  |                  |                  | 4組              |                  |                  | 2-1              | 5-0              |
| 2018 | 77               |                  |                  |                  |                  | C133             |                  | 5-5              | 32               |                  |                  |                  | 3組              |                  |                  |                  | --               | 2-2              |
| 2019 | 78               |                  |                  |                  |                  | C121             |                  | 6-4              | 33               |                  |                  |                  | 3組              |                  |                  |                  | --               | 3-2              |
| 2020 | 79               |                  |                  |                  |                  | C111             |                  | 9-1              | 34               |                  |                  |                  | 3組              |                  |                  |                  | --               | 3-1              |
| 2021 | 80               |                  |                  |                  | B221             |                  |                  | 7-3              | 35               |                  |                  | 2組              |                  |                  |                  |                  | --               | 3-2              |
| 2022 | 81               |                  |                  |                  | B206             |                  |                  | 8-2              | 36               |                  |                  | 2組              |                  |                  |                  |                  | --               | 2-2              |
| 2023 | 82               |                  |                  | B113             |                  |                  |                  | 9-3              | 37               |                  |                  | 2組              |                  |                  |                  |                  | --               | 1-2              |
| 2024 | 83               |                  | A 10             |                  |                  |                  |                  | 5-4              | 38               |                  |                  |                  | 3組              |                  |                  |                  | --               | 0-1/昇1-1        |
| 2025 | 84               |                  | A 05             |                  |                  |                  |                  | -                | 39               |                  |                  |                  | 3組              |                  |                  |                  | --               | -                |
| 順位戦、竜王戦の 枠表記 は挑戦者。右欄の数字は勝-敗(番勝負/PO含まず)。 順位戦の右数字はクラス内順位 ( x当期降級点 / *累積降級点 / +降級点消去 ) 順位戦の「F編」はフリークラス編入 /「F宣」は宣言によるフリークラス転出。 竜王戦の 太字 はランキング戦優勝、竜王戦の 組(添字) は棋士以外の枠での出場。 |                  |                  |                  |                  |                  |                  |                  |                  |                  |                  |                  |                  |                  |                  |                  |                  |                  |                  |

### 年度別成績
| 年度             | 対局数 | 勝数 | 負数 | 勝率   | (出典) | 通算成績 | 通算成績 | 通算成績 | 通算成績 | 通算成績 |
| ---------------- | ------ | ---- | ---- | ------ | ------ | -------- | -------- | -------- | -------- | -------- |
| 2014年度         | 8      | 5    | 3    | 0.6250 | [ 47 ] | 対局数   | 勝数     | 負数     | 勝率     | (出典)   |
| 2015年度         | 47     | 35   | 12   | 0.7446 | [ 48 ] |          |          |          |          |          |
| 2016年度         | 50     | 34   | 16   | 0.6800 | [ 49 ] |          |          |          |          |          |
| 2017年度         | 50     | 36   | 14   | 0.7200 | [ 50 ] |          |          |          |          |          |
| 2018年度         | 53     | 35   | 18   | 0.6603 | [ 51 ] |          |          |          |          |          |
| 2019年度         | 57     | 37   | 20   | 0.6491 | [ 52 ] |          |          |          |          |          |
| 2020年度         | 39     | 24   | 15   | 0.6153 | [ 53 ] |          |          |          |          |          |
| 2014-2020 (小計) | 304    | 206  | 98   |        |        | 通算成績 | 通算成績 | 通算成績 | 通算成績 | 通算成績 |
| 年度             | 対局数 | 勝数 | 負数 | 勝率   | (出典) | 対局数   | 勝数     | 負数     | 勝率     | (出典)   |
| 2021年度         | 39     | 27   | 12   | 0.6923 | [ 54 ] | 343      | 233      | 110      | 0.6793   | [ 55 ]   |
| 2022年度         | 47     | 34   | 13   | 0.7234 | [ 56 ] | 390      | 267      | 123      | 0.6846   | [ 57 ]   |
| 2023年度         | 38     | 19   | 19   | 0.5000 | [ 58 ] | 428      | 286      | 142      | 0.6682   | [ 59 ]   |
| 2024年度         | 37     | 21   | 16   | 0.5675 | [ 60 ] | 465      | 307      | 158      | 0.6602   | [ 61 ]   |
| 2021-2024 (小計) | 161    | 101  | 60   |        |        |          |          |          |          |          |
| 通算             | 465    | 307  | 158  | 0.6602 | [ 61 ] |          |          |          |          |          |
| 2023年度まで     |        |      |      |        |        |          |          |          |          |          |

## 著書
- 堅陣で圧勝! 対振り銀冠穴熊（マイナビ出版、2017年）ISBN 978-4839962180
- 増田康宏の新・将棋観 堅さからバランスへ（マイナビ出版、2018年）ISBN 978-4839967529